# Tata Hispano
Pour les articles homonymes, voir Hispano.
Tata Hispano (anciennement Hispano) est un constructeur d'autobus espagnol, basé à Saragosse. C'est une filiale du constructeur indien Tata Motors.

## Histoire

Ancien logo (1993-2010)

## Produits

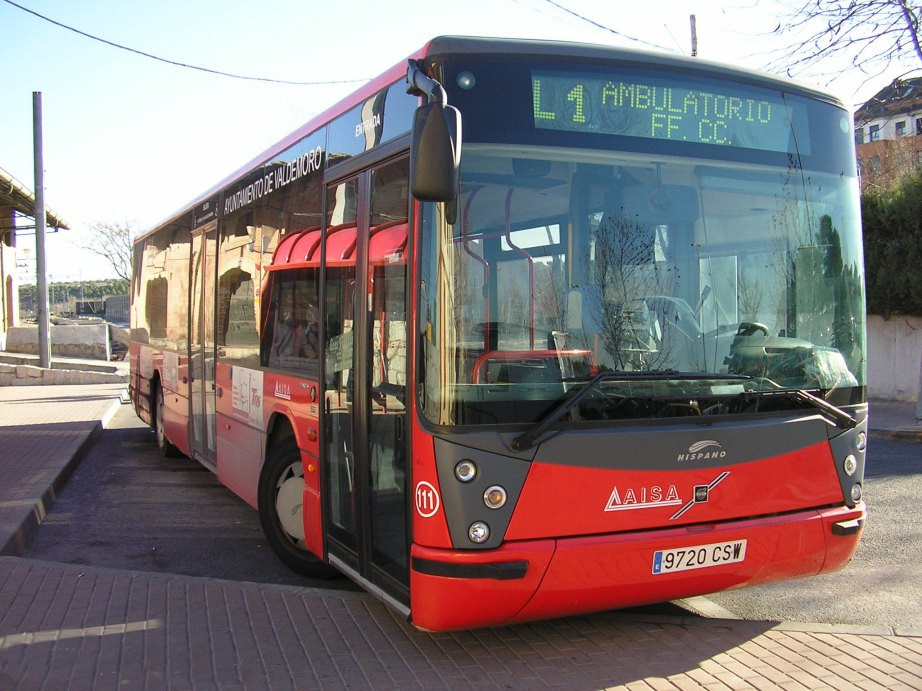
Hispano Habit

Autobus urbains
- Habit
- Orbit

Autobus interurbains
- Intea Suburban

Autocars
- Divo
- Naya
- Intea Intercity
- Xerus
- Mosaic